# Krešimir Lončar
Krešimir Lončar (Split, 12 de Fevereiro de 1983) é um basquetebolista profissional croata, atualmente joga no UNICS Kazan.

## Carreira
Krešimir Lončar representou a Seleção Croata de Basquetebol nas Olimpíadas de 2008, que ficou em 6º lugar.